# Branobel
Società per azioni per la produzione di petrolio fratelli Nobel, o Branobel (acronimo in russo di fratelli Nobel), era una compagnia petrolifera costituita da Ludvig Nobel e dal barone Peter von Bilderling, a Baku, nell'odierno Azerbaigian, all'epoca sotto l'Impero russo. Originariamente costituita da Robert Nobel (con 25.000 rubli) dai baroni von Peter Bilderling (con 300.000 rubli) e Standertskjöld (150.000 rubli) come distilleria nel 1876, cambiò ragione sociale e divenne, nel corso del tardo XIX secolo, una delle più grandi compagnie petrolifere del mondo.

## Storia
La Branobel è stata una società petrolifera originalmente costituita per operare nella settore della distillazione. Fondata da Robert e Ludvig Nobel in Baku nel 1876, nel 1879 venne trasformata in una società per azioni con sede a San Pietroburgo. 
Il capitale sociale di tre milioni di rubli, venne suddiviso come segue: 53,7% Ludwig Nobel, 31,0% barone Peter von Bilderling, 4,7%, I.J. Zabelskiv, 3,8% e 3,3% Robert e Alfred Nobel, 1,7% barone Alexandre von Bilderling. 
Nel 1878-1880 venne costruito nei pressi di Baku da Vladimir Šuchov e dalla Branobel un pionieristico oleodotto che ha rappresentato uno dei primi esempi di trasporto mediante condotte dell'Azerbaigian. Tra il 1877 e il 1901, l'azienda ha perforato oltre 500 pozzi, prodotto 150 milioni di barili di petrolio e impiegato 12.000 lavoratori. Il 10 aprile 1902, l'azienda firmò un contratto per l'acquisto di giacimenti petroliferi in Romania, di proprietà del produttore di petrolio Isabey Hajinsky. 
Il 17 ottobre 1905, in conformità con il Consiglio dei Ministri, la società acquistò i giacimenti petroliferi di proprietà del produttore di petrolio A. Adamov. 
Il capitale sociale nel 1914-1917 era di 30 milioni di rubli. Nel 1916, divenne la più grande compagnia petrolifera in Russia, producendo 76 milioni pud (пуд) di petrolio.

## Vicissitudini successive
Nel 1912 venne fondata a Londra la Russian General Oil Corporation (società generale petrolifera russa), una holding di diritto inglese che raccolse tra i suoi azionisti 20 delle più importanti banche russe e straniere. Tra queste A.I. Mantashev & Co., G.M. Lianosov & Sons, Mosca-Caucaso Trade Company, Caspian Partnership, Russian Society Petroleum, Absheron Petroleum società e altre. 
Nel 1914, il capitale sociale era oltre 120 milioni di rubli e la Russian General Oil Corporation cercò di scalare la Branobel attraverso l'acquisto di una notevole quantità di azioni nella borsa di Berlino. 
La mossa risultò in un fallimento e già nel 1916 Emanuel Nobel possedeva non solo una parte considerevole della Russian General Oil Corporation, ma aveva anche stabilito il controllo su diverse attività petrolifere nella regione come la Volga-Baku Company, AI Mantashev & Co., l'anglo-russo Maximov Oil Company a Londra e GM Lianosov and Sons, di cui era proprietario di un terzo delle azioni..
Circa il 12% del denaro destinato alla fondo per i premi Nobel di Alfred Nobel veniva dalle sue azioni della società, di cui era il più grande singolo investitore.

## La rivoluzione russa e la Branobel
Il 28 aprile 1920, i bolscevichi presero il potere a Baku e la Branobel venne nazionalizzata. Nel maggio 1920 la famiglia Nobel vendette quasi la metà delle azioni Branobel in suo possesso alla Standard Oil del New Jersey. 
Al momento della transazione era ancora incerto se il regime bolscevico sarebbe durato o meno, e la negoziazione condotta da Gustav Nobel da un lato, e Walter C. Teagle dall'altro, si rivelò un buon affare per la famiglia Nobel.
La Branobel venne formalmente sciolta nel 1959 e il suo ultimo presidente fu Nils Nobel-Oleinikoff, figlio di Marta Nobel-Oleinikoff e nipote di Ludvig Nobel.